# Curtiss-Wright VZ-7
El Curtiss-Wright VZ-7 (también conocido como VZ-7AP) fue una aeronave VTOL de cuatro rotores diseñada por la compañía Curtiss-Wright  para el Ejército de los Estados Unidos. Como el Chrysler VZ-6 y el VZ-8 Airgeep, iba a ser un "jeep volador".

## Diseño y desarrollo
Se entregaron dos prototipos al Ejército estadounidense a mitad de 1958, registrados 58-5508 y 58-5509.
El VZ-7 tenía un fuselaje con el asiento del piloto, los depósitos de combustible y los controles de vuelo. Las hélices se instalaron a ambos lados del fuselaje, sin recubrimiento (la aeronave lo tenía originalmente, pero fue desmontado). Había cuatro hélices en total. El VZ-7 era controlado cambiando el empuje de cada hélice. La plataforma volante era maniobrera y fácil de volar.
La aeronave se comportó bien en las pruebas, pero no fue capaz de alcanzar los requerimientos de velocidad y altitud del Ejército, por lo que fue retirada y devuelta al fabricante en 1960.
Un VZ-7 forma parte de la colección de aeronaves del Museo de la Aviación del Ejército de los Estados Unidos en Fort Rucker. Sin embargo, actualmente no está en exhibición debido a restricciones de espacio.

## Operadores
Estados Unidos
- Ejército de los Estados Unidos

## Especificaciones
Referencia datos: Flying Jeeps

### Características generales
- Tripulación: Uno (piloto)
- Longitud: 5,2 m (17 ft)
- Envergadura: 4,9 m (16 ft)
- Altura: 2,8 m (9,3 ft)
- Peso vacío: 771 kg (1699,3 lb)
- Peso cargado: 952 kg (2098,2 lb)
- Planta motriz: 1× turboeje Turbomeca Artouste IIB.
  - Potencia: 317 kW (437 HP; 431 CV)

### Rendimiento
- Velocidad máxima operativa (Vno): 51 km/h (32 MPH; 28 kt)
- Velocidad crucero (Vc): 40 km/h (25 MPH; 22 kt)
- Techo de vuelo: 61 m (200 ft)

## Aeronaves relacionadas

### Aeronaves similares
- Avro Canada VZ-9 Avrocar
- VZ-8 Airgeep
- Chrysler VZ-6

### Secuencias de designación
- Secuencia VZ-_ (Aeronaves de investigación VTOL del Ejército estadounidense, 1956-1962): ← VZ-4 - VZ-5 - VZ-6 - VZ-7 - VZ-8 - VZ-9 - VZ-10 →